# Banque Internationale Arabe de Tunisie

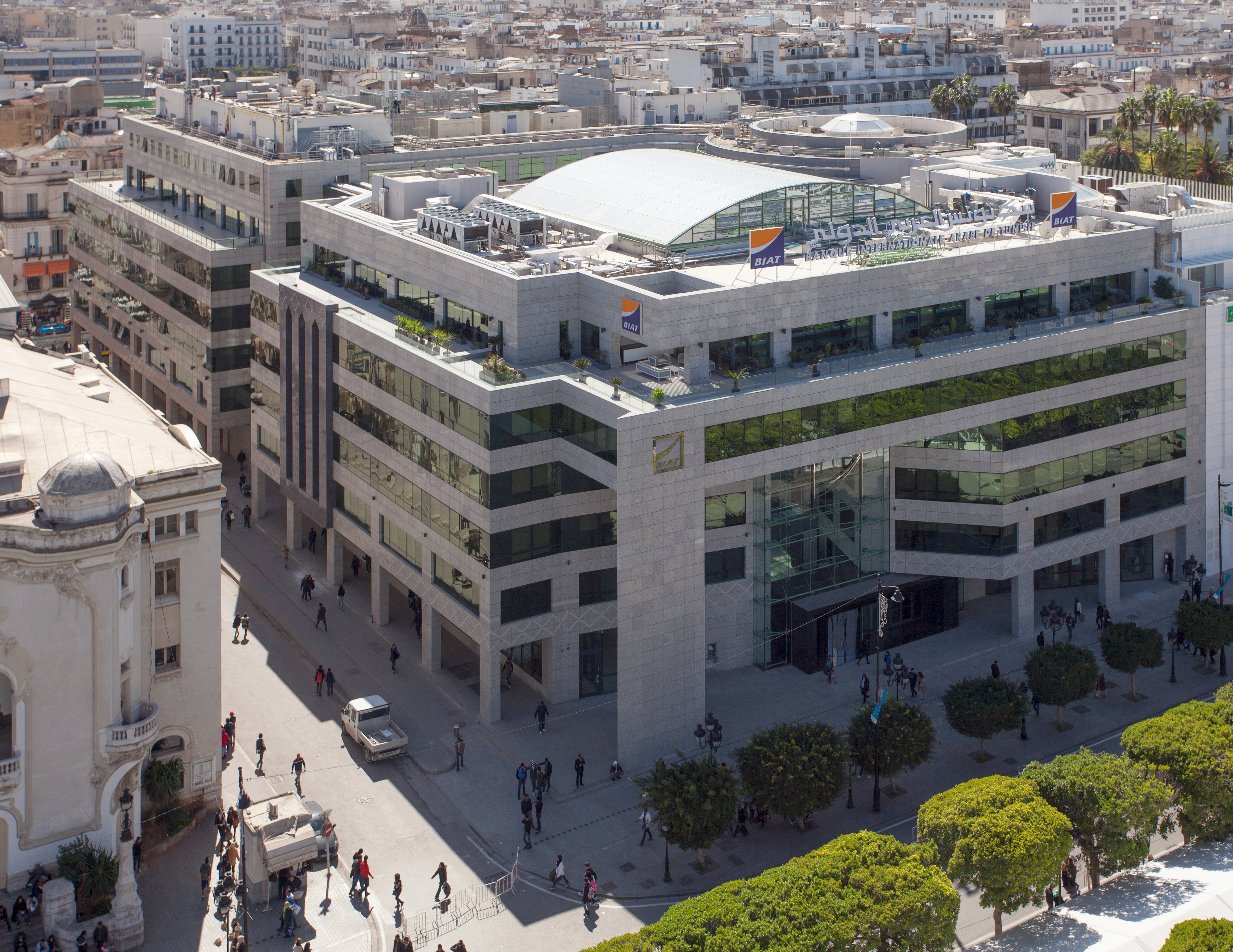
Banque Internationale Arabe de Tunisie

Banque Internationale Arabe de Tunisie (BIAT) es el mayor banco del sector privado en Túnez. Cotiza en la bolsa de Túnez (Bourse de Tunis).

## Generalidades
La Banque Internationale Arabe de Tunisie fue fundada por Mansour Moalla en 1976, como resultado de una fusión de las ramas tunecinas de la Société Marseillaise de Crédit y el British Bank of the Middle East. Tiene su sede central en la ciudad de Túnez, Túnez. Tiene 185 oficinas en Túnez y 1 oficina en Libia. En 2007 anunció que abriría sucursales adicionales en Argelia y Marruecos.